# Parc national de Kimbi Fungong
Le parc national de Kimbi-Fungom est l'un des parcs nationaux du Cameroun. Il est situé dans la région du Nord-Ouest et partage une frontière avec le Nigéria voisin. Il est classé comme réserve de faune depuis 1964 (Kimbi Wildlife Sanctuary).

## Historique
Le parc national de Kimbi-Fungom fut officiellement créé le 3 février 2015, par le décret n°2015/0024/PM. Néanmoins la zone fut désignée dès 2012 comme parc national. En 1932, il s'agissait de la Réserve forestière de Fungom sous autorité autochtone (Fungom Native Authority Forest Reserve). En 1964, c'était une réserve de chasse et de faune (Kimbi Wildlife Sanctuary).

## Description
La nature de ce parc est unique au Cameroun : d'une superficie de « seulement » 657 km2 (65 700 hectares), c'est une aire protégée pour sa faune et qui a comme principal objectif de préserver les espèces endémiques rares, comme les primates non-humains qui y résident, ou encore pour ses paysages autour des montagnes Bamboutos.
Il s'agit aussi de stabiliser et de renforcer naturellement le débit de la rivière Katsina ala, qui prend sa source dans ce bassin hydrographique et qui dessert le barrage de Kashimbila et des populations et écosystèmes de la région camerounaise et des régions nigérianes voisines de la Benue et du Taraba.
Le village le plus proche est Essu, à l'entrée sud du parc.

## Écosystème
Le PN de Kimbi-Fungom est reconnu pour sa qualité sauvage et préservée, bien que relativement accessible par la route P24, au nord de Fundong.
Malgré tout, des pressions anthropiques subsistes encore aujourd'hui : outre la perte d'habitat due à l'exploitation forestière illégale, à l'empiètement de terres agricoles, au pâturage du bétail et aux feux de brousse incontrôlés, la zone du parc est menacée par le braconnage des chimpanzés et des pangolins, pour le commerce international (export vers l'Asie notamment) de leurs parties médicinales, principalement les crânes fendus et fumés.

## Flore
La végétation est principalement celle d'une forêt primaire équatoriale ; mais le parc compte également des zones humides et des savanes.

## Faune
Parmi les buts mêmes de la création du parc, on compte la sauvegarde d'espèces telles : le chimpanzé (Pan troglodytes
ellioti), le pangolin (Smutsia gigantea), Cercopithecus mona, Cercopithecus nictitans, Papio anubis et Papio cynocephalus.
La chasse du pangolin pour des raisons financières reste un problème : en 2019, une étude de terrain révèle que plus du tiers des espèces chassées sont des pangolins.

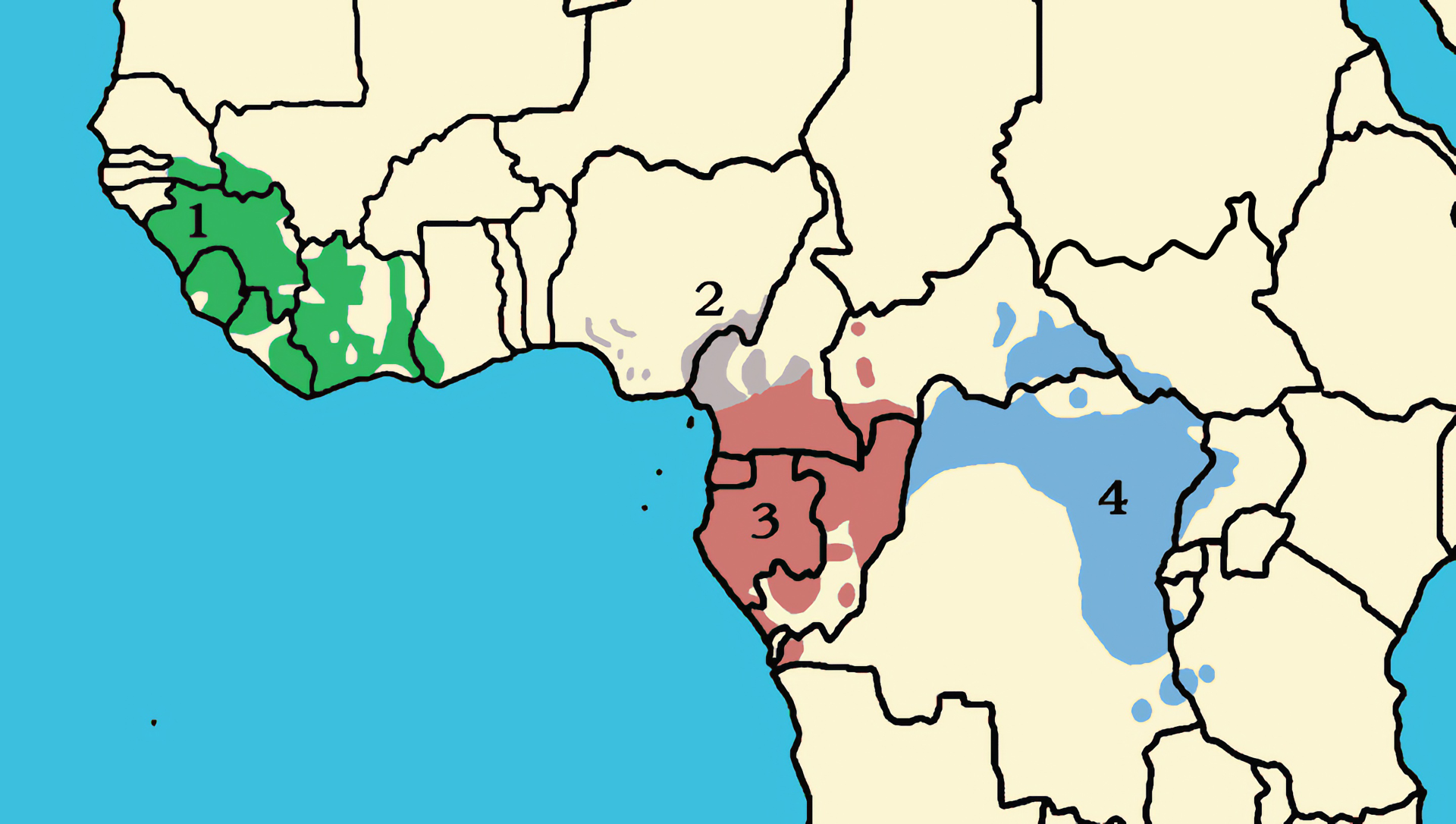
Pan troglodytes ellioti (en gris)
Smutsia gigantea sur un timbre de 1959
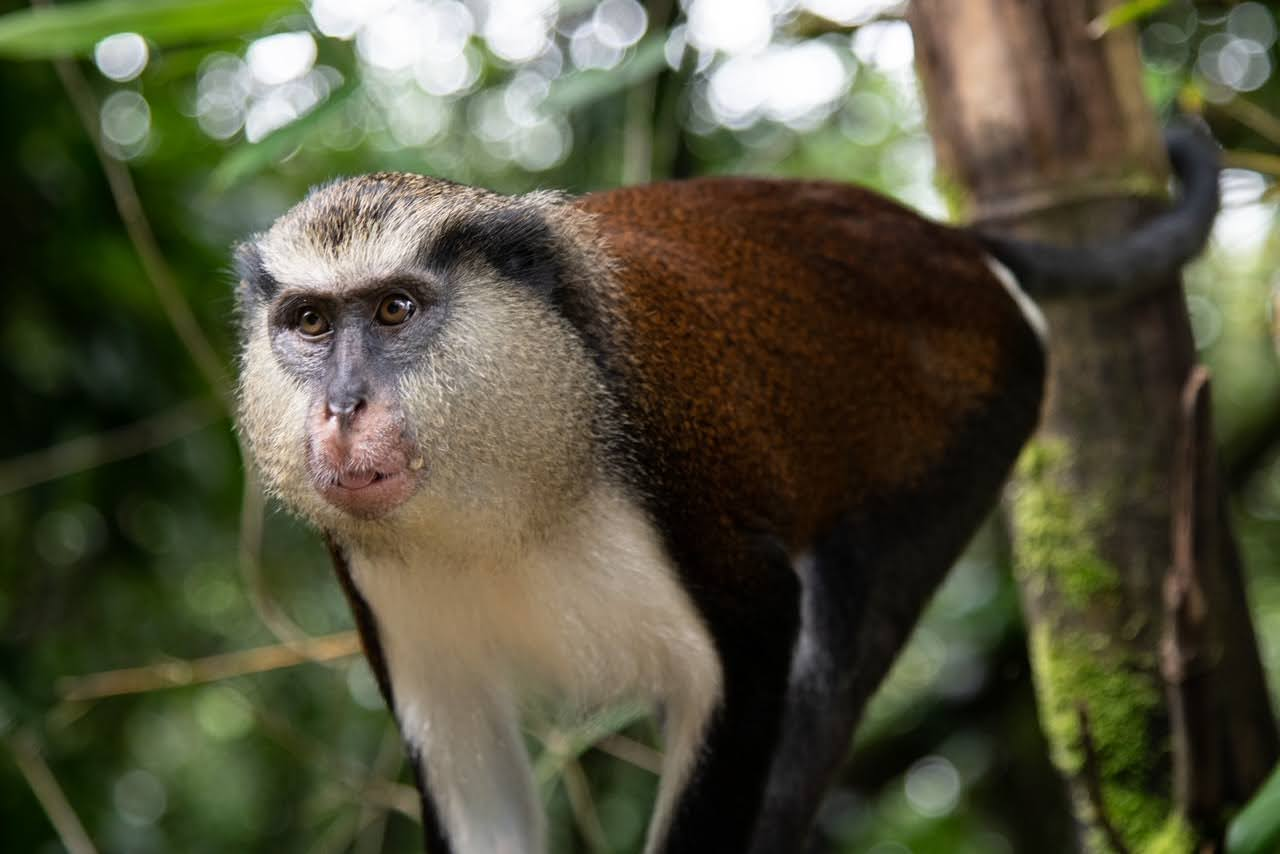
Cercopithecus mona
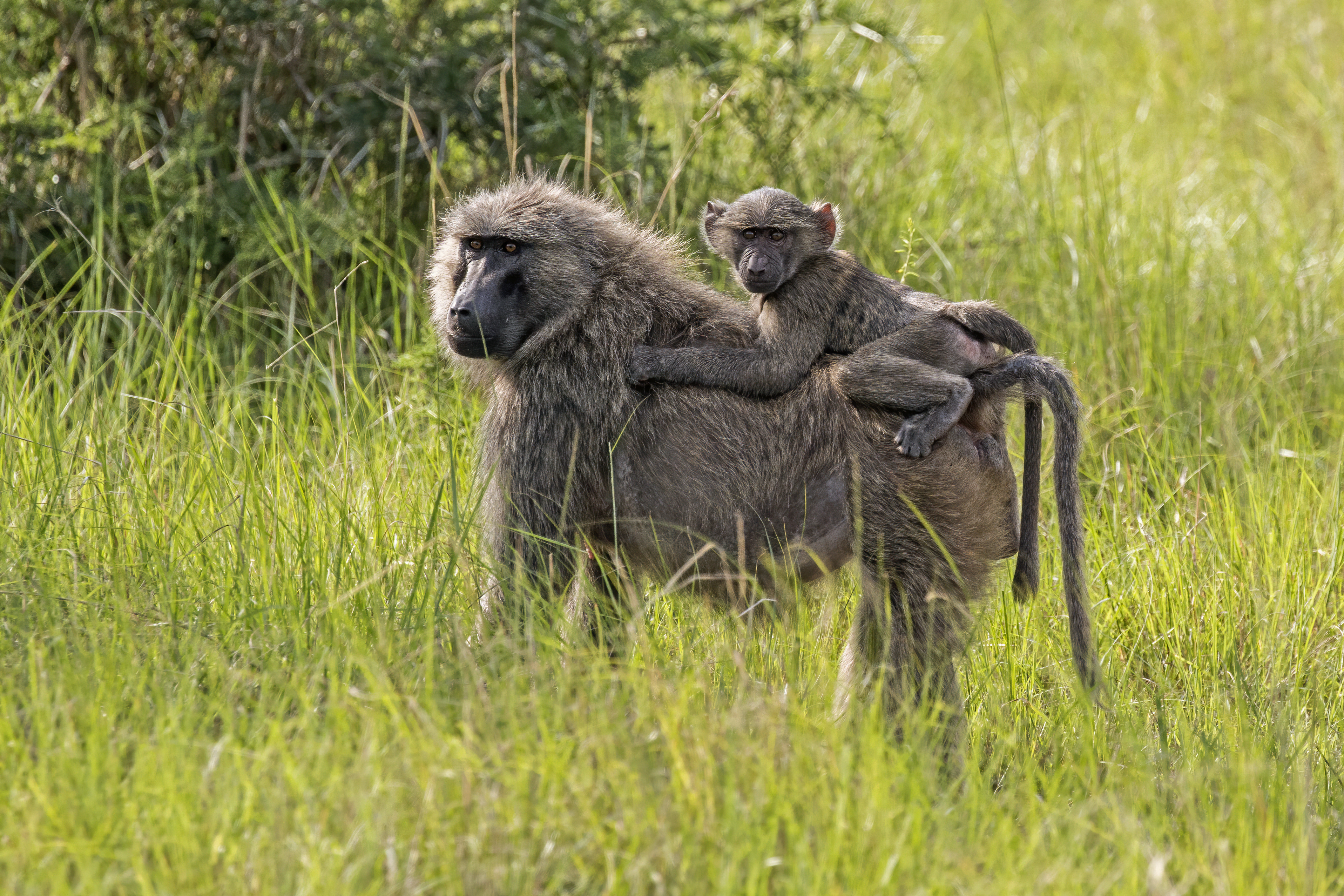
Papio anubis
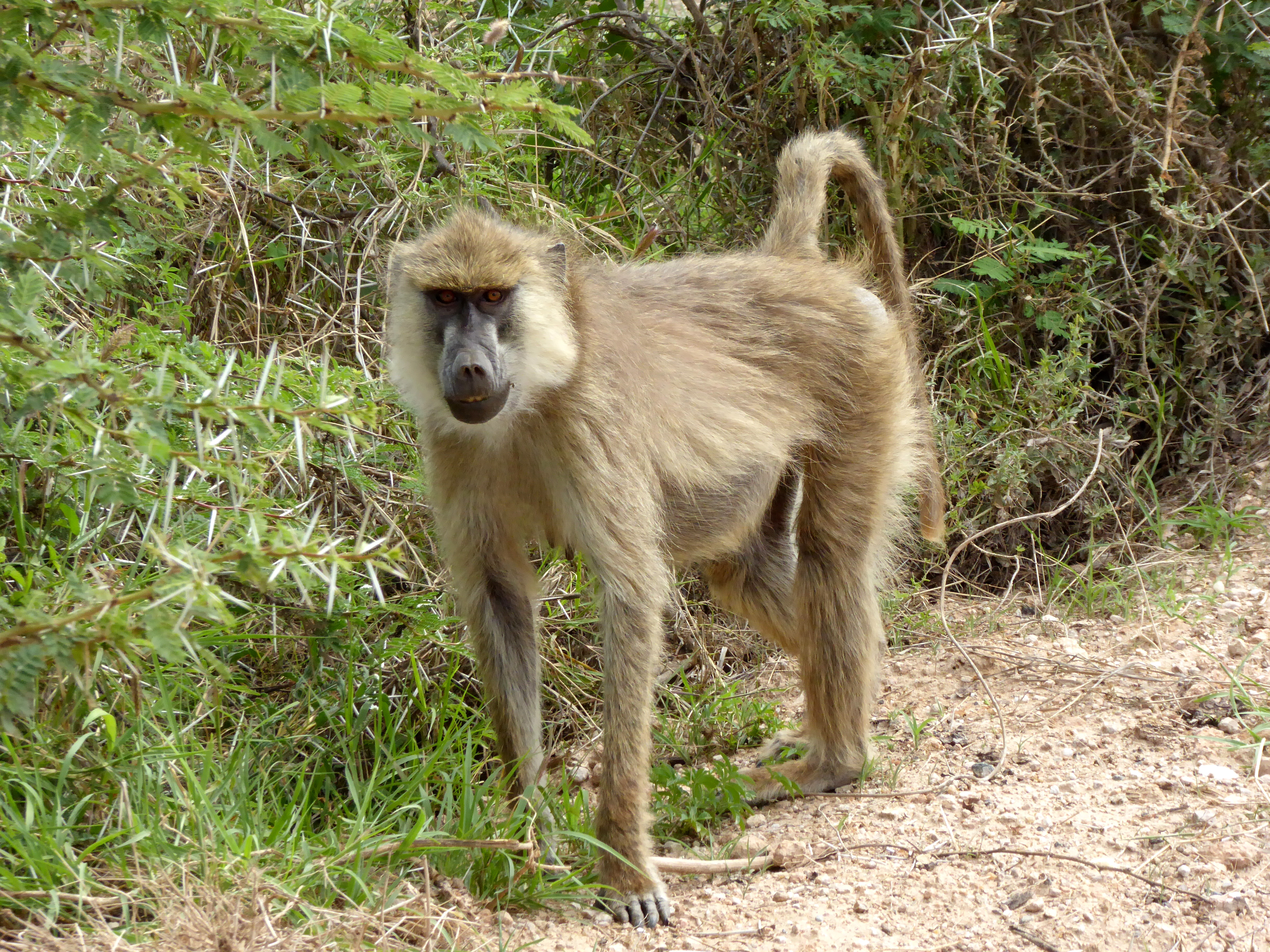
Papio cynocephalus

## Tourisme
Dû à sa situation géographique dans la région anglophone connaissant de nombreux affrontements, des trafics, du braconnage et une insécurité régulière, l'accès au parc est déconseillé au grand public. Néanmoins c'est un des parcs nationaux les plus facilement accessibles (notamment à partir de Bamenda).